# Конклавист
Конклавист — лицо, допущенное на Конклав в свите кардинала-выборщика. По правилам Конклава кардинал-выборщик мог взять на Конклав двух помощников — духовное лицо и мирянина. Конклавист был личным помощником кардинала вступающего на Конклав Этот термин иногда используется для обозначения всех присутствующих на Конклаве, включая кардиналов-выборщиков, но более точно применяется только к не-кардиналам. Конклависты играли важную историческую роль в переговорах на папских выборах и в развитии секретности (или её отсутствия), написав многие из существующих отчётов о папских выборах.
Трое римских пап были избраны из бывших конклавистов, в том числе Папа Пий VI (конклавист на Конклаве 1740 года). Другие конклависты были позднее возведены в кардиналы, такие как Пьер Герен де Тенсен (1721), Никколо Коша (1724), Кристоф Антон фон Мигацци (1740) и Карло Конфалоньери (1922).
Папа Павел VI фактически исключил роль исторического конклависта, запретив личных помощников и создав общий вспомогательный персонал.

## Предпосылки
Участие мирян в папских выборах предшествовало созданию Конклава, с различной степенью вовлеченности, характеризующей папские выборы до 1059 года. Концепция папских выборов как эксклюзивного события относится к использованию базилики Святого Иоанна Латеранский, которая была слишком мала, чтобы вместить «весь народ», как место папских выборов во время византийского папства (537–752). Современная концепция папских выборов как исключительного происхождения Коллегии кардиналов относится к булле Папы Николая II 1059 года «In nomine Domini», который ограничил избирательное право кардиналами-епископами.
Слово «конклавист» происходит от термина Конклав (образованного от латинского cum clave, что означает «на ключ»), который возник в XIII веке и был документально оформлен буллой Ubi periculum Папы Григория X в 1274 году, обнародованного во время Второго Лионского собора. Процедура запирания на папских выборах периодически использовалась до 1294 года и использовалась исключительно после 1294 года. Нормы количества и типа лиц, которые могли сопровождать кардиналов, варьировались от конклава до конклава до середины XV века, когда роль конклависта «стала определённой».

## История

### СXV века
С середины XV века кардиналам был разрешен только один конклавист, обычно слуга. Этот слуга служил секретарём и доверенным лицом своего господина кардинала и был посредником между кардиналами. Многие кардиналы предпочитали делегировать переговоры об «обещаниях благосклонности» своему конклависту, который «играл столь важную роль в папских выборах в течение последующих трёх веков». Тайные встречи между конклавистами часто оказывали влияние на исход конклава. По словам Баумгартнера, «талантливые конклависты могли многого добиться для своих хозяев, но поскольку многое из того, что они делали, было за закрытыми дверями, трудно точно оценить их место на выборах, хотя многие конклависты писали дневники и мемуары, подробно описывающие события конклавов и их роли».
Допустимое количество конклавистов было увеличено в два раза ко времени Конклава 1484 года и они размещались над кельями кардиналов-выборщиков, все они могли быть размещены в одной и той же капелле из-за своего небольшого количества. Ограничения на количество конклавистов часто рассматривались только как предложение: в период Конклава 1549—1550 годов, когда кардиналы были ограничены двумя конклавистами, у некоторых было три или более, а одно описание обитателей Конклава предполагало в среднем семь конклависты за кардиналом. Попытки сократить общее количество людей на конклаве, включая многих послов и иностранных агентов, оказались безуспешными. Количество конклавистов гарантировало, что различные букмекерские конторы Рима были хорошо информированы, оптимизируя практику азартных игр на папских выборах.
Конклависты получали компенсацию за неудобство, связанное с тем, что они были заперты на Конклаве, разграблением обстановки в келье новоизбранного Папы и ожиданием денег и бенефиций.

### Со времён Пия IV

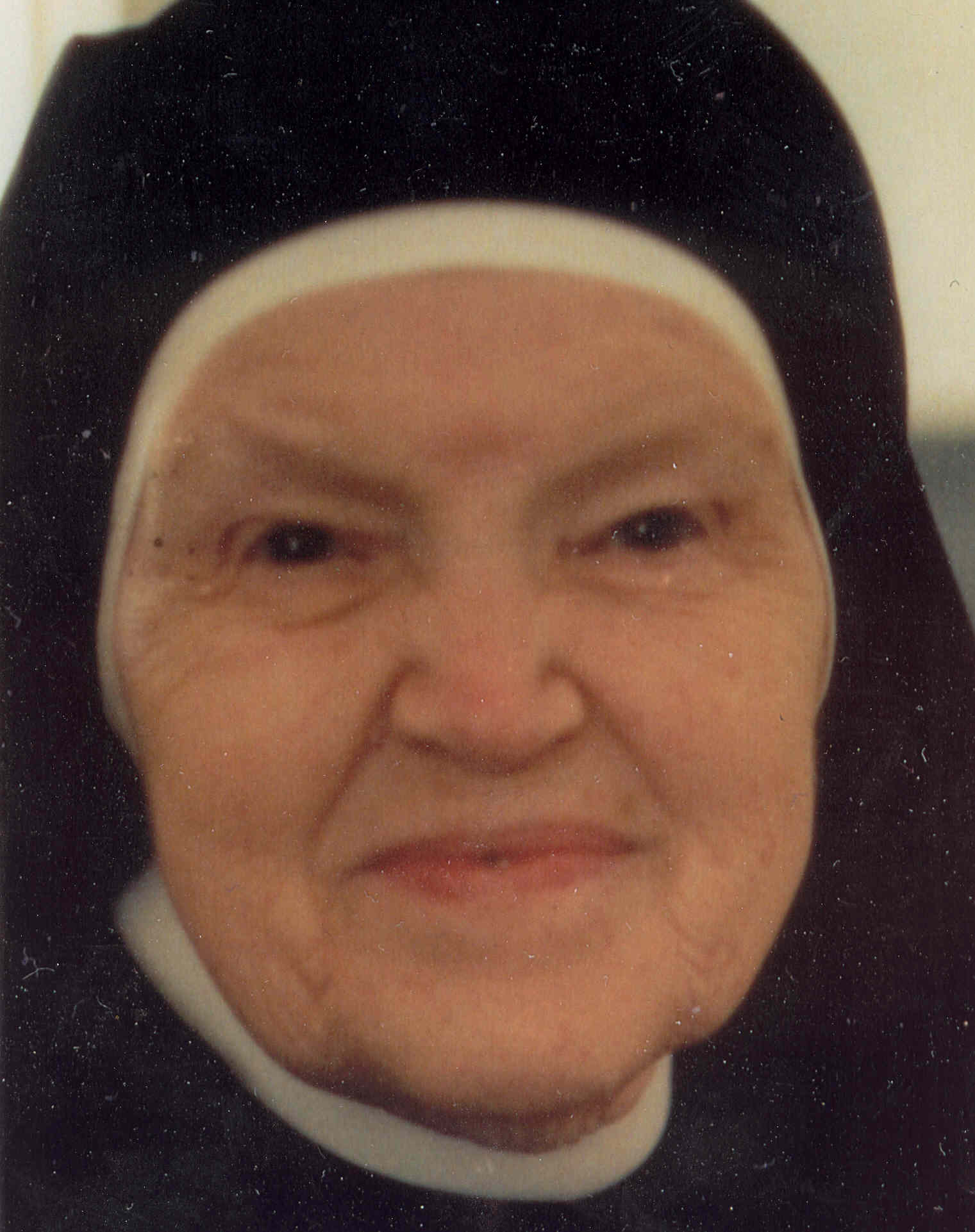
Сестра Паскуалина Ленерт, одна из немногих женщин в истории, которой было разрешено служить конклавистом.

Частым выбором конклависта был брат или племянник кардинала-выборщика, пока Папа Пий IV (1559—1565) не запретил эту практику. Пий IV издал апостольскую конституцию на тему конклавистов: он ограничил кардиналов двумя конклавистами, за исключением принцев и высокопоставленных кардиналов, которым он разрешил иметь троих конклавистов. В дополнение к ограничению на родственников, Пий IV потребовал, чтобы конклавист служил кардиналу по крайней мере за один год до Конклава. Он также постановил, что конклавистам в совокупности будут выплачены 10 000 крон из папской казны и еще 2 000 из вакантных бенефиций. Папа запретил практику увольнения келейников избранного Папы, но, тем не менее, эта практика продолжалась.
Документ XVII века под названием «Советы конклависту» описывает обязанности и преимущества этой практики: конклавистов должны были позаботиться о физических потребностях кардинала-выборщика (например, укладывать постель и разогревать пищу), собирать информацию, распространять дезинформацию, носить тяжелый кошелек для распределения средств среди младших слуг Конклава в обмен на информацию, хранить вино и еду в своей келье для приёма гостей и носить маску для себя и своего патрона, чтобы они могли перемещаться из кельи в келью не узнанными.
Эрудированный аббат Феличе Гуалтерио из дворянской семьи Орвьето и младший брат конклависта Себастьяно Гуалтерио в своем трактате «Конклавист» подчеркивает это чувство: «Я бы хотел, чтобы мой конклавист преобразовал себя, если бы это было возможно, в природу хамелеона, поскольку это животное приобретает качество цветов всех вещей, к которым он приближается, и поэтому, говоря и имея дело с людьми, он сможет удовлетворить природу каждого».
В отличие от кардинала, который в случае болезни, заверенной присягой врача мог оставить Конклав, конклавист не мог этого сделать. В 1621 году сорок конклавистов скончались во время Конклава (вместе с восемью кардиналами) из-за приступа малярии. Два конклависта были насильственно изгнаны из Конклава 1829 года 15 марта за то, что они были агентами Австрии. Во период Конклава 1878 года (первого в Ватикане с 1775 года) для приёма пищи использовалась общая кухня, и кардиналы были лишены возможности получать пищу извне, так как это уменьшало шансы на общение с внешним миром во время еды, кардиналы начали возражать против приема пищи вместе с конклавистами и обслугой и получили отдельный стол.
На протяжении всей истории конклависты были почти исключительно мужчинами, однако во время Конклава 1939 года кардиналу Пачелли (избранному Папой Пием XII) было разрешено привести несколько немецких монахинь, в том числе Паскуалину Ленерт, в «келью № 13» в качестве его конклавистов.
Известные по слухам отчёты часто обвиняют конклавистов в нарушении секретности на папских выборах. Например, после Конклава 1903 года, перед избранием Джузеппе Сарто в качестве Папы Пия X, несколько конклавистов, по-видимому, пытались сигнализировать об его избрании из окна, «имитируя швейные движения портного, сарто по-итальянски». Конклав 1963 года, был первым проверен с помощью специальной аппаратуры наличия скрытых средств подслушивания, и существуют противоречивые сведения о том, что конклавист использовал небольшое радио, чтобы предупредить ЦРУ (или, в качестве альтернативы, радио Ватикана) о результатах выборов, прежде чем смывать устройство в унитаз..

## Со времён Павла VI
Папа Павел VI (1963–1978) реформировал правила Конклава в попытке обеспечить секретность, он заменил квоту двух конклавистов на одного кардинала набором общих секретарей и слуг. Реформы Павла VI фактически уничтожили конклавистов, увеличив пространство, доступное для быстро расширяющейся Коллегии кардиналов (общих секретарей и слуг насчитывалось около семидесяти на двух Конклавах 1978 года). Со времён понтификата Павла VI единственными не кардиналами, присутствовавшими на Конклаве после провозглашения Обер-церемониймейстером Папского двора формулы «Extra omnes» («все вон»), являются сам обер-церемониймейстер и священник, избранный для чтения гомилии по теме избрания Папы, но даже они уходят после проповеди.

## Известные конклависты
- сестра Паскуалина Ленарт — конклавист на Конклаве 1939 года, на Конклаве с кардиналом Эудженио Пачелли.
- кардинал Дональд Вюрл — конклавист на августовском Конклаве 1978 года, на Конклаве с кардиналом Райтом.

Следующие конклависты написали заметные исторические описания конклавов:
- Пьетро Паоло Гуалтьери из Ареццо, конклавист Бернардино Маффеи в период Конклава 1549—1550 годов[28];
- Себастьяно Гуальтерио, епископ Витербо, из знатного рода из Орвьето (также пишется «Гуалтьери», но не имеет отношения к Пьетро Паоло Гуалтьери), конклавист Алессандро Фарнезе в период Конклава 1549—1550 годов[29]
- Анджело Массарелли, конклавист кардинала Червини в период Конклава 1549—1550 годов[30];
- Антонио Мария ди Савойя ди Колленьо, конклавист Кристофоро Мадруццо в период Конклава 1549—1550 годов[31];
- Педро де Толедо, конклавист и брат Хуан Альварес-и-Альва де Толедо в период Конклава 1549—1550 годов[32].